# Irina Petrowna Belezkaja

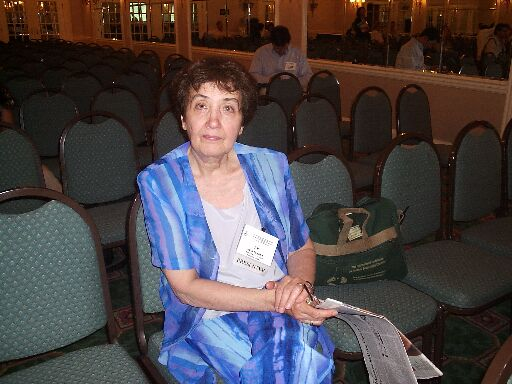
Irina Petrowna Belezkaja

Irina Petrowna Belezkaja (russisch Ирина Петровна Белецкая; * 10. März 1933 in Leningrad) ist eine russische Chemikerin, Metallorganikerin und Hochschullehrerin.

## Leben
Belezkaja schloss ihr Studium an der chemischen Fakultät der Lomonossow-Universität Moskau (MGU) 1955 ab. Es folgte die dreijährige Aspirantur mit Promotion zur Kandidatin der chemischen Wissenschaften 1958. Sie blieb an der MGU und wurde 1963 zur Doktorin der chemischen Wissenschaften promoviert. 1970 wurde Belezkaja zur Professorin ernannt. Seit 1988 leitet Belezkaja das Laboratoriums für elementorganische Verbindungen.
Belezkajas Arbeitsgebiet ist die Metallorganische Chemie und ihre Anwendungen auf Probleme der Organischen Chemie. Anfangs standen Reaktionsmechanismen im Mittelpunkt. Zusammen mit Oleg Reutow untersuchte sie elektrophile Reaktionen mit gesättigtem Kohlenstoff. Dann untersuchte sie Reaktionsmechanismen metallorganischer Verbindungen sowie die Reaktivität von Carbanionen besonders im Hinblick auf die Reaktivität und Struktur der Ionenpaare. Sie entwickelte erste Methoden für die Bildung von Kohlenstoff-Kohlenstoff-Bindungen mit Einsatz von Palladium- oder Nickel-Katalysatoren. Auch begründete sie die Lanthanoidorganische Chemie.
Belezkaja hat mehr als 70 Kandidat-Dissertationen und 8 Doktor-Dissertationen betreut. Zu ihren Schülern gehörte auch Walentin Ananikow. Mehr als 1000 wissenschaftliche Veröffentlichungen tragen ihren Namen. Sie wurde 1974 Korrespondierendes Mitglied der Akademie der Wissenschaften der UdSSR (jetzt Russische Akademie der Wissenschaften) und 1992 Wirkliches Mitglied. 1991–1993 war sie Präsidentin der Division of Organic Chemistry der International Union of Pure and Applied Chemistry (IUPAC). Bis 2001 arbeitete sie im IUPAC Committee on Chemical Weapons Destruction Technology (CWDT) mit. Sie ist Hauptherausgeberin des Russian Journal of Organic Chemistry. 2021 wurde sie ordentliches Mitglied der Academia Europaea.
Belezkaja ist verheiratet und hat einen Sohn.

## Ehrungen, Preise
- Lomonossow-Preis der MGU (1971)
- Orden des Roten Banners der Arbeit (1983)
- Mendelejew-Preis der Akademie der Wissenschaften der UdSSR (1985)
- Nesmejanow-Preis der Russischen Akademie der Wissenschaften (1991)
- Ehrenmitglied der Akademie der Wissenschaften der Republik Baschkortostan (1991)
- Verdiente Wissenschaftlerin der Russischen Föderation (1999)
- Verdiente Professorin der MGU, der Universität St. Petersburg und der Chemisch-Technischen Universität St. Petersburg (1999)
- Staatspreis der Russischen Föderation (2003)
- Ehrenarbeiter der höheren Berufsbildung (2003)
- Demidow-Preis (2003)
- Nationalpreis OLYMPIA für die gesellschaftliche Anerkennung der Leistungen der Frauen Russlands der Russischen Akademie für Wirtschaft und Unternehmertum (2003)
- Arbusow-Preis
- Ehrendoktor der Königlichen Technischen Hochschule in Stockholm
- Ehrenprofessorin der Universität Córdoba
- IUPAC Distinguished Women in Chemistry or Chemical Engineering Award (2013)